# Штейнгейль, Владимир Иванович
Барон Владимир Иванович Ште́йнгейль (также — Штейнгель; 13 апреля 1783, Обвинск Пермского наместничества — 20 сентября 1862, Санкт-Петербург, похоронен на Охтинском кладбище, могила утрачена) — декабрист, публицист, мемуарист, автор исторических и этнографических сочинений.

## Происхождение
Принадлежал к старинному дворянскому роду. Сын выходца из Бранденбург-Байройтского княжества Священной Римской империи, обвинского капитан-исправника (позже — городничего) барона Иоганна Готфрида фон Штейнгейля (1744—14.05.1804) (на русской службе с 1772 года). Его дед — барон Филипп Фридрих фон Штейнгейль (1703—1763) — был баварским министром, сыном Иоганна Вильгельма фон Штейнгейля (ум. 1735) — саксонского министра. Дядя, Ф. Ф. Штейнгейль, — ген-губ. Финляндии.  Мать — дочь екатеринбургского купца Варвара Марковна Разумова (замужем с 1781 года). Помимо Владимира в семье было ещё несколько детей: близнецы Стефан (23.12.1781—1782) и Феодор (23.12.1781—1782) (умершие вскоре после обряда крещения), Петр (5.06.1788 —1790) (умер от оспы), Татьяна (12.01.1791—?) (замужем за маркшейдером Марком Яковлевым), Екатерина (24.11.1795— ?) (замужем за управляющим заводами в Златоусте Германом), Мария (6.01.1798—после 1855) (не замужем), Петр (1803/1804—умер в младенчестве). Владимир Иванович был крещён в православную веру. После Обвинска семья Штейнгейлей жила на Камчатке и с 1790 года — в Иркутске. О борьбе отца с злоупотреблениями местных властей, своем детстве и юности Штейнгейль подробно рассказывал в автобиографических записках

## Карьера моряка (1792—1810)
С 1792 по 1799 год учился в Морском кадетском корпусе. В 1799 году произведён в мичманы с назначением на Балтийский флот. В 1802 г. по собственному желанию переведён в морскую команду Охотского порта. В 1806 году — в Иркутской морской команде. С 1807 г. — лейтенант, командир Иркутской морской команды, прозван «иркутским адмиралом» за реорганизацию губ. адмиралтейства.
В 1809 г. обозревал реки Нерчинского края до Амура, проехал через Забайкалье, побывал на Кутомарских минеральных водах, в Кяхте.
В 1809 году переведён на Балтийский флот.
В 1810 году командирован к сибирскому генерал-губернатору И. Б. Пестелю чиновником по особым поручениям в Иркутск. С декабря того же года — в отставке в чине капитан-лейтенанта. В 1811 году подготовил проект экспедиции для исследования бассейна реки Амур.

## Отечественная война. «Записки…»
В 1812 году вступил в Петербургское ополчение, участвовал в заграничных походах 1813—1814 гг. (сражения при Полоцке, Чашниках, Березине, Данциге), награждён орденами Святого Владимира IV степени, Святого Владимира III степени, Святой Анны II степени.
«Записки, касательно составления и самого похода С.-Петерб. ополчения против врагов отечества… с описанием осады и взятия Данцига» Архивная копия от 5 августа 2018 на Wayback Machine (ч.1, СПб., 1814; ч.2, М., 1815; с посвящением Александру I) — первый систематический труд о боевых действиях в Отечественной войне, принес Штейнгейлю известность как военному историку; А. А. Писарев в своих «Военных письмах…» (ч. 2, с. 200) сравнивал Ш. как автора «Записок» с Ксенофонтом; см. также письмо Писарева к Штейнгейлю: «Русская старина», 1888, № 10, с. 157, и оценку записок как «довольно верных и замечательных» у П. С. Бобрищева-Пушкина. Жанр Ш. определял как «наблюдательные записки»: «сей род повествования показался мне тем удобнее, что оным, свободно излагая свои мысли и чувствования, самое повествование о военных действиях для всякого мирного гражданина возможно сделать и занимательным и приятным».

## Штейнгейль и восстановление Москвы (1814—1817)
В сентябре 1814 года Штейнгейль становится адъютантом московского генерал-губернатора А. П. Тормасова, с октября управляет его военной, а с мая 1815 и гражданской канцеляриями, став фактическим главой Москвы. Наступила «пора изумительной деятельности». Руководил проектированием и строительством, в том числе Манежа и Александровского сада, привлек известных архитекторов и инженеров (О. И. Бове, А. де Бетанкура; был в дружеских отношениях с Л. Л. Карбонье д’Арситом), спасал от уничтожения древности, помогал разорённым. Представлен Александру I; произведён в полковники (1816).
Неподкупностью и энергией Штейнгейль нажил врагов; один из них, московский обер-полицмейстер А. С. Шульгин, оклеветал его перед царём в «стяжании» (через начальника Главного штаба П. М. Волконского), а перед Тормасовым — в манипулировании им; почувствовав изменение к себе последнего, Штейнгейль оставил место директора канцелярий (сент. 1817); «лишен службы и погружен с семейством в крайнюю нужду вопреки предположению о его богатстве». Спустя почти 40 лет Штейнгейль «поклонился праху бывшего… начальника, так легко некогда… предавшего» его
Штейнгейль рассказывал и о том, как Тормасов не хотел отпускать его со службы: «несмотря на увещания Тормасова повременить и обдумать свой поступок, настаивал на увольнении, Тормасов, наконец, написал просимую резолюцию, но вместо песку, как бы невзначай, залил бумагу чернилами».
В дальнейшем все попытки Штейнгейля вернуться на государственную службу, в которой он видел назначение гражданина («служба есть верный способ благотворный — делать ближнему добро», и без неё человек «зарытый талант»), были обречены на неудачу: по слухам, о которых сообщает Н. И. Греч, при имени Штейнгейля «в тайном государевом реестре помечено было: „Не давать ходу“».

## Культурные интересы, личные связи, публикации конца 1810-х — начала 1820-х гг
В 1810-е гг. увлекался театром (рано оценил талант М. С. Щепкина), из литераторов был близок к М. Н. Загоскину, И. И. Дмитриеву, А. Ф. Мерзлякову, А. С. Шишкову, дружил с А. З. Зиновьевым. Был глубоко верующим человеком, начитанным в духовной литературе (о чём особенно свидетельствуют его письма), интересовался масонством, мистическими сочинениями (в его московском доме в Гагаринском переулке была потаенная комната и плафон, расписанный масонскими знаками), но вступить в ложу отказался (его приглашали в «Тройственный рог изобилия», куда входили немецкие купцы, врачи, художники).
В 1818 напечатал первый в России труд по истории календаря, доказывая необходимость «по примеру всех просвещенных народов» принять новый стиль: «Опыт полного исследования начал и правил хронологического и месяцесловного счисления старого и нового стиля» (СПб., 1819; рецензировавший книгу А. Е. Измайлов оценил её как «классическую»: «написано простым, ясным и чистым и благородным, каким должно писать всегда ученые книги».
Под псевд. «В.Камнесвятов» опубликовал в «Вестнике Европы» исследование, где описал возникновение обычая крестного хода в Новодевичий монастырь (XIV—XVI вв.).
Дружески общался с типографом С. И. Селивановским; предполагается, что участвовал в подготовке «Энциклопедического словаря», хотя прямых свидетельств этому не найдено.
Член ВОЛРС (с 1825), по свидетельству библиотекаря Общества И. Н. Лобойко; почетный член Московского общества любителей коммерческих знаний.

## Реформаторские проекты (1817—1821). Работа у частных лиц
Отстаивая неприкосновенность личности, в конце 1817 через Н. Н. Новосильцева передал царю записку «Нечто о наказаниях» Архивная копия от 10 августа 2018 на Wayback Machine; Новосильцев как руководитель Комиссии составления законов, тогда работавший над проектом конституции («Уставной грамоты Российской империи») просил Александра I дать ему Штейнгейля в сотрудники «как человека со способностями», но тщетно. В янв. 1819 передал главе духовного ведомства А. Н. Голицыну «Рассуждение о законе на богохульников», спровоцированное проектом Уголовного уложения (не был принят), предполагавшим возвращение смертной казни за богохульство; Штейнгейль призывал заменить кнут и каторгу за кощунства годичным заключением и церковным покаянием.
В области политэкономии был радикальным протекционистом: полнее всего его взгляды выразились в сочинении, которое Штейнгейль на следствии назвал «Патриотическим рассуждением о причинах упадка торговли»; в нём автор требовал полностью запретить иностранным подданным торговлю на территории Российской империи, максимально сократить всякий импорт — и одновременно снизить налоги и законодательно обеспечить равные условия в области торговли для разных сословий; в феврале 1819 «Рассуждение…» было передано Н. С. Мордвинову, а тем — министру финансов Д. А. Гурьеву; как речь «Рассуждение», видимо, произнесено в 1823 в комиссии Московского купеческого общества, распространялось в списках.
В 1823 г. Штейнгейль подносит царю проект о прекращении торговли крепостными без земли, «справедливое бесславие всей нации наносящей»; такая мера, утверждал автор, позволила бы снять вопрос об отмене крепостного права как такового: «не будет… надобности промышлять преждевременные средства к свободе крестьян вообще» («О легкой возможности уничтожить существующий в России торг людьми».
В 1818 с появлением надежды на службу у А. А. Аракчеева переехал в Петербург (см. очерк Штейнгейля «Воспоминание о гр. А. А. Аракчееве»); в 1819 поднес Аракчееву записку, составленную ещё в Москве и обобщившую трехлетний опыт руководства Москвой: «Некоторые мысли … о гражданстве и купечестве в России» (дошла только заключительная часть в пересказе В. И. Семевского, получившего записку от Вяч. Е. Якушкина; записку Аракчеев вернул автору «по ненадобию»).
Надеясь получить место директора Варшавской таможни, 4 дек. 1819 уволился «от службы по кавалерии для определения к статским делам» (формулярный список: ВД, т. 14, с. 148). В 1820 управлял частным винокуренным заводом под Тулой. В 1821 в течение 8 месяцев «занимался делами» у астраханского губернатора И. И. Попова, «написал представления об управлении калмыками, о рыболовной экспедиции, о тюленьей ловле» (Соч. и письма, т. 1, с. 129); был вынужден оставить место после конфликта с А. П. Ермоловым.
В 1821 опубликовал задуманный ещё в 1818 проект пансиона «Частное заведение для образования юношества…», соединяющий в обширном курсе наук естественные, точные и гуманитарные, а воспитание базирующий на утверждении личного достоинства; реализован проект не был, хотя Штейнгейль успел получить разрешение Московского университета на открытие пансиона: «было и приступил к этому; но» в июле 1822 «тогдашний поставщик армии Варгин предложил заняться его делами на очень выгодных… условиях» (позднее В. В. Варгин приглашал вернувшегося из Сибири Штейнгейля «кончить свои дни в его семье, обещая ему даром весь комфорт, которого требует его преклонный возраст»).

## Штейнгейль и декабристы. Восстание. Следствие и приговор

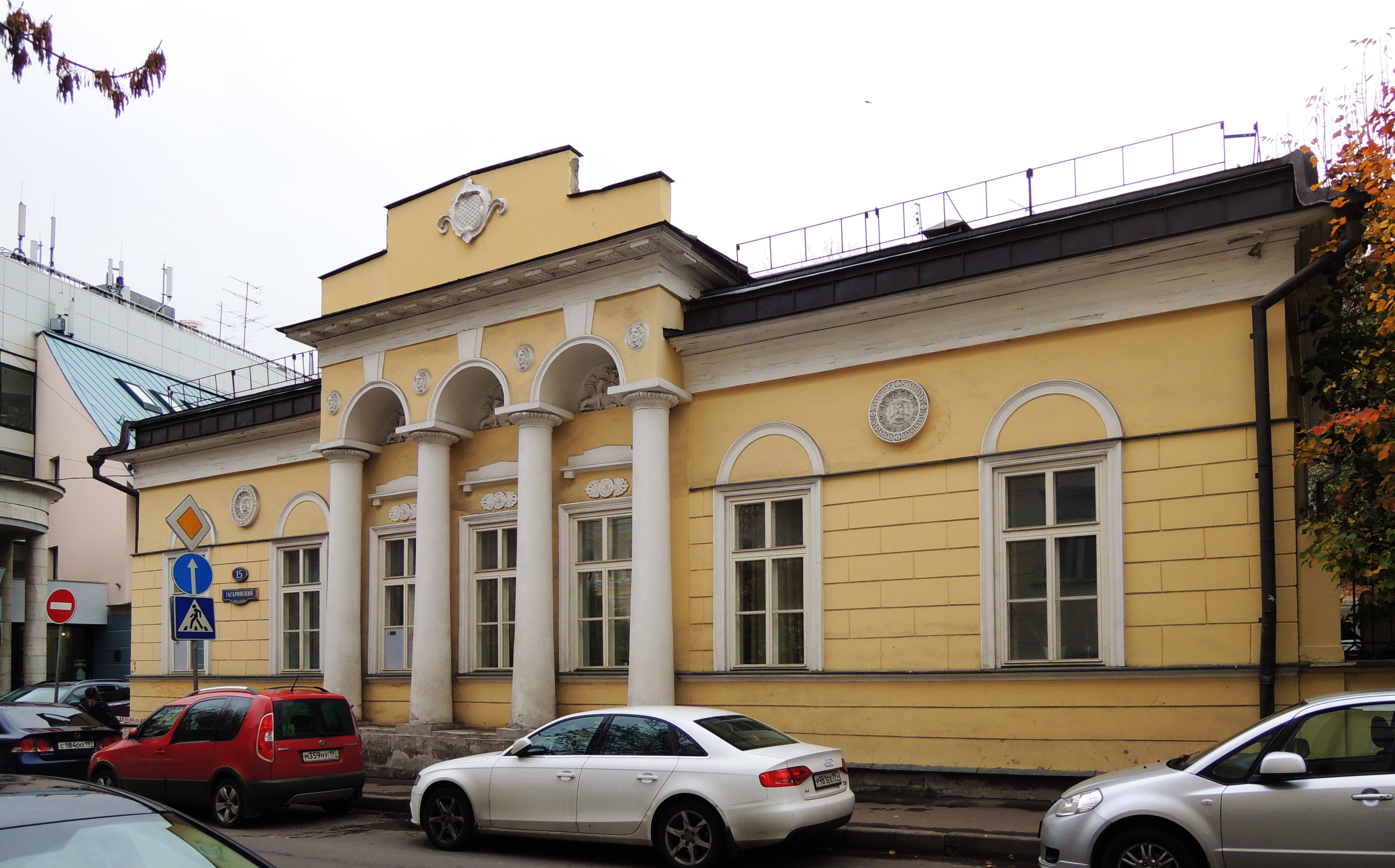
Дом Штейнгейля (Лопатиных) в Гагаринском переулке, Москва

На следствии причинами своего свободомыслия назвал прежде всего «чтение истории с размышлением и соображением. Одни сто лет от Петра Великого до Александра I сколько содержат в себе поучительных событий к утверждению того, что называется свободомыслием!» ; в автобиографических записках подробно описывал знакомство с архивными материалами, доступными ему в канцелярии московского главнокомандующего (копии писем масонов времен Екатерины I, донесения о масонах И. Б. Пестеля, записки И. В. Лопухина); среди важных публицистических текстов XVIII в., повлиявших на мировоззрение Штейнгейля, — «Рассуждение о непременных государственных законах» Д. И. Фонвизина Архивная копия от 4 августа 2018 на Wayback Machine.
«Надо быть равнодушным ко всему, чтобы не пострадать с неравнодушными»
Знакомство с К. Ф. Рылеевым состоялось летом 1823. В 1824 Рылеев сообщил Штейнгейлю о существовании тайного общества: «Рылеев сказал, что цель общества состоит чтобы принудить государя дать Конституцию, что петербургские члены хотят монархическую, а во второй армии демократическую»; в позднейших автобиографических записках этот разговор с Рылеевым описан иначе: якобы на вопрос, «какая цель общества», Рылеев отвечал: «Я не могу теперь сказать тебе… но поговорю с директорами и тогда скажу… вот тебе письмо к моему другу Ивану Ивановичу Пущину… он тебе все откроет»; по словам И. И. Пущина, в общество Штейнгейль был «принят на совещании» . Сам Штейнгейль утверждал, и на следствии, и в позднейших воспоминаниях, что видит в себе «более свидетеля… нежели соучастника» тайного общества ; в записках о восстании называл себя «не принадлежащим обществу» .
Участие Штейнгейля в деятельности общества отразилось в идеологически важных поступках и текстах. Весной 1825 он пишет замечания на Конституцию Н. М. Муравьёва, в которых требует радикального ограничения прав монарха и критикует принцип имущественного ценза . После известия о смерти Александра I оказался свидетелем и участником обсуждения планов восстания, вплоть до ареста царской семьи; был противником «революции в республиканском духе», которая «повлекла бы за собой ужасы», предлагал прибегнуть к привычному для народа дворцовому перевороту и возвести на престол вдовствующую императрицу Елизавету Алексеевну, которая должна потом отказаться от самодержавной власти; этот план отражен в написанном Штейнгейлем 12 декабря «Приказе войскам» (использован не был); когда этот план был отвергнут, Штейнгейль выдвинул другой, в проекте Манифеста от Сената и Синода, предполагавший внешнюю легитимность смены власти: от имени Сената и Синода должно было быть назначено временное правительство; затем в течение 3-х месяцев предполагалось избрать «из каждого сословия в каждой губернии по 2 депутата» для решения вопроса о власти . Манифест Штейнгейль писал по просьбе Рылеева, в ночь и утро восстания, параллельно с С. П. Трубецким, прочитал его днем 14 декабря Рылееву и Пущину и уничтожил сразу после известия о присяге гвардии Николаю, принесенного Я. И. Ростовцевым .
Появлялся на площади как наблюдатель, вечером в последний раз был у Рылеева; 20 декабря, присягнув, выехал из Петербурга; приказ об аресте отдан 30 декабря 1825. В ночь со 2 на 3 января 1826 арестован в Москве, 6 января допрошен во дворце царем и отправлен в Петропавловскую крепость.
«Готовясь на смерть, решился недешево отдать свою жизнь. Эта мысль возродила дерзновенье» : 7 января Штейнгейль испросил разрешения писать и 11 января закончил первое, на 13 листах, без помарок, письмо к имп. Николаю I с анализом предыдущего царствования, приведшего к распространению освободительных идей, образованию тайных обществ и к восстанию. Распространялось в списках. Это письмо и второе, от 29 января, содержали предложения важнейших направлений для будущей преобразовательной деятельности нового царя. «Тогда много говорили, что записка эта много повлияла на направление правительства в первый период царствования» (запись П. П. Вяземского, 1835).
Осужден на вечную каторгу по III разряду, состав преступления: «Знал об умысле на цареубийство и лишение свободы с согласием на последнее, принадлежал к тайному обществу с знанием цели и участвовал в приуготовлении к мятежу планами, советами, сочинением Манифеста и приказа войскам»; срок снижен до 20, затем 15 (в 1826) и 10 лет (1832), отправлен в Свартгольмскую крепость 25 июля 1826, где провел почти год; в Читинский острог доставлен 15 августа 1827, кандалы сняты 30 августа 1828 (Штейнгейль перелил их в трость и не расставался с ней до конца жизни).

## Каторга и ссылка

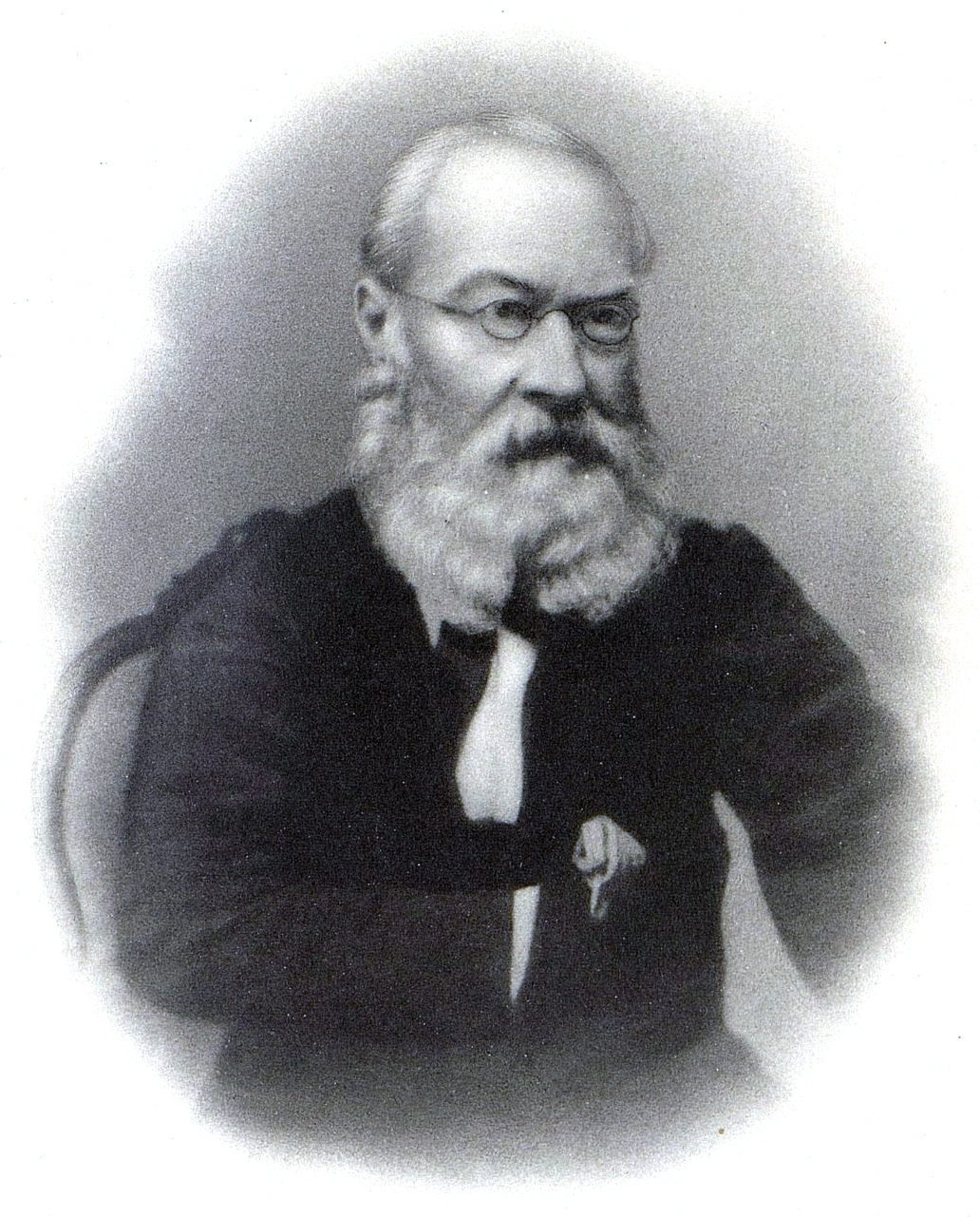
Владимир Иванович Штейнгель

15 августа 1827 года доставлен в Читинский острог. 23 сентября 1830 года переведён в Петровский Завод.
В 1835 году определён на поселение в село Елань Иркутской губернии. В марте 1837 года по своему ходатайству переведён в город Ишим Тобольской губернии, в 1840 году — в город Тобольск.
Среди его тобольских друзей П. А. Словцов, П. П. Ершов, М. Я. и Н. М. Ядринцевы; он свой человек у знакомого ещё по Москве гражданского губернатора М. В. Ладыженского, помогает ему составлять деловые бумаги и в частности пишет от его имени три воззвания «Сельским жителям объявление» с целью предотвратить распространение крестьянских волнений в губернии; в результате обвинен генерал-губернатором Западной Сибири П. Д. Горчаковым в непозволительном влиянии на официальное лицо и выслан вторично (выехал 15 октября 1843) в г. Тару, где был отделен от соузников. Письма Штейнгейля в III Отделение с требованиями вернуть его в Тобольск уникальны по независимости и смелости тона: «Есть же Бог… Вечность… Потомство… Страшно посмеваться ими!..». Ответом на «неприличные его состоянию выражения» было предписание оставаться в Таре, пока не переменит «беспокойный нрав свой»; возвращен лишь в начале 1852.

## Литературные труды в Сибири
В 1830 во время полуторамесячного перехода из Читы в Петровский завод вел «Дневник достопамятного нашего путешествия…». В Чите вместе с Пущиным перевел записки Б. Франклина (отправлено для публикации родственнику Петра А. Муханова (историку Павлу А. Муханову?) перевод затерялся); в Сибири учил языки и занимался переводами, в частности, с польского и английского.
В Петровском каземате в апреле 1834 пишет очерк «<К иркутскому летописцу пояснение. Записка о Сибири>» о правителях Иркутской губернии (1765—1819) (с некоторыми из упомянутых в очерке лиц Штейнгейль был знаком лично, остальное почерпнул из слышанных рассказов и из документов губернаторского архива, доступного ему в годы службы в Иркутске); написано в форме письма (предположительно к А. П. Юшневскому). Несмотря на объективистский тон и отказ от политических оценок (воздается должное И. Б. Пестелю и Н. И. Трескину за их заслуги перед Сибирью), картина злоупотреблений придала «Записке…» значение памфлета.

Там же Штейнгейль записал (вместе с М. А. Бестужевым), воспоминания осужденного по делу Оренбургского тайного общества В. П. Колесникова Архивная копия от 13 августа 2018 на Wayback Machine «Записки несчастного, содержащие путешествие в Сибирь по канату…», предпослав свое предисловие «Вместо вступления» Архивная копия от 13 августа 2018 на Wayback Machine.
«Не было и нет ни одного властелина, который бы не пекся отечески о благе своих верно-любезных подданных! Горе, однако ж, этим верно-любезным, если властелин думает иметь право на подозрительность! Тогда повсюду возрождаются черви шпионства, подтачивающие семейное спокойствие, самые родственные и дружеские связи; тогда предержащие власть в областях получают охоту выставлять свое усердие к престолу и выслуживаться — не бдительностью о порядке и о спокойствии общественном, но открытием так называемых злонамеренных людей и доставлением правительству пищи, возбуждающей аппетит к жестокостям. Наша история со времен Бирона в течение ста лет представляет множество таких примеров; разумеется, не печатная история.»
С 1836 начинает отсылать статьи в газ. «Северная пчела» (под псевдонимом «Владимир Обвинский»): «Замечания на некоторые статьи „Энциклопедического лексикона“» А. А. Плюшара, «Нечто о неверностях, проявляющихся в русских сочинениях и журнальных статьях о России и русском» и др. Почти все они остались в архиве III Отделения, так как А. Х. Бенкендорф счел «неудобным дозволять государственным преступникам посылать свои сочинения для напечатания в журналах».
В Ишиме в круге его знакомых знатоки края, с помощью одного из них Штейнгейль составил «Статистическое описание Ишимского округа Тобольской губернии».
После переезда в Тобольск удается напечатать несколько статей в журнале «Маяк» (редактор которого П. А. Корсаков был племянником Н. П. Резанова, близко знакомого Штейнгейлю) под псевдонимами «Тридечный» и «Тридечный 2»: «Старина морская и заморская»; «Отрывок из путешествия Ляха Ширмы» «Что прежде было и что теперь» — рассказ, вместивший сибирский обиходный и фольклорный колорит, житейскую философию автора и воспоминания о «цветистых днях» его молодости, в том числе романтическую историю женитьбы.
К автобиографическим запискам, важнейшему источнику для биографии Штейнгейля и для истории движения декабристов, он приступал дважды, с большими интервалами: «около 1819» написаны главы о жизни отца (по его рассказам и документам), детстве и юности до 1804; после возвращения из Сибири — главы IV—VI — «исповедная старца, иже мертв бе и оживе»: жизнь Штейнгейля с конца 1790-х до 1858; последняя, VII глава, — о личной судьбе мемуариста в связи с участием в восстании" («частию по отрывочным записям, веденным в изгнании»).
В Сибири пишет другие записки, специально посвященные восстанию и содержащие описание междуцарствия, восстания, суда, казни и заключения в крепостях до 1827.
Накануне амнистии и после неё печатает «Замечания старого моряка» — несколько кратких мемуарных фрагментов из жизни русского флота, о друге юности адмирале П. И. Рикорде (см. также «Несколько словечек…» — рассказ о нравственной «метаморфозе» мичмана под влиянием наставника-капитана), основанные на личных воспоминаниях очерки о истории Российско-Американской компании: «Заметка старика» и «Материалы для истории русских заселений по берегам Восточного океана».

## После амнистии
После Манифеста об амнистии осенью 1856 вернулся в Петербург и начал борьбу за «полную эмансипацию»: в сентябре 1856 и декабре 1858 дважды обращался к Александру II. Кроме личных просьб (разрешение на въезд в Москву, на проживание в Петербурге, узаконение рождённых в Сибири детей), Штейнгейль ходатайствовал о снятии с декабристов «самого остатка кары», чтобы «довершить» прощение (после первого обращения последовал вызов в III Отделение: «пристращать его нотациею, чтобы вел себя осторожнее». Результатом обращения 4 декабря 1858 было снятие надзора со многих декабристов и разрешение для них проживать в столицах.
К восстановленным после возвращения старым дружеским связям Штейнгейля прибавился, через Е. И. Якушкина, круг молодых историков, публицистов и литераторов, посредников между декабристами и А. И. Герценом: М. И. Семевский, А. Н. Афанасьев, П. А. Ефремов, Н. В. Гербель, П. В. Анненков и др. Весной 1859 состоялись первые публикации Штейнгейля в вольной русской печати, а последней прижизненной была публикация примечаний к воспоминаниям М. Бестужева; в заявленной Герценом серии «Записки декабристов» (не осуществилась) Штейнгейль назван среди предполагаемых авторов.
В 1861 написаны, в частности, заметки по поводу «Воспоминаний о К. Ф. Рылееве» Е. П. Оболенского, содержащие существенные уточнения о деле К. П. Чернова и казни декабристов.
Штейнгейля не покидал скепсис в отношении будущего России: «Все эти развития идей, поднимание вопросов, гуманные стремления по пути к прогрессу мне кажутся обаянием, чтоб не сказать — надуванием». Даже через год после манифеста 19 февраля он писал: «О перерождении России не дерзну говорить: благословляю только благость Господа, что допустил меня дожить до этого вожделенного времени и видеть начало результата принесенной нами жертвы». Н. А. Серно-Соловьевича, прикосновенного к подготовке реформы и её критика, Штейнгейль представил Г. С. Батенькову как «отрадного молодого человека», «внука по духу». Среди тех, кто нес гроб Штейнгейля на руках до конца Троицкого моста и, «поравнявшись с крепостью, против того места, где были повешены декабристы <…> требовали отслужить литию», был П. Л. Лавров.
Письма Штейнгейля — богатый исторический источник и литературное явление эпохи; известна лишь малая их часть — 208, более половины из них — Пущину, Батенькову и М. Бестужеву. Личный и семейный архив Штейнгейля утеряны (об объёме переписки можно судить по единственному сохранившемуся письму к жене от 19 июля 1845, которое автор пометил № 244).

## Семья
Жена (с 1810 года) — Пелагея Петровна Вонифатьева (1791—после 1862), дочь действительного статского советника, директора Кяхтинской таможни Петра Дмитриевича Вонифатьева (ум. ок. 1816) и его супруги Акулины Григорьевны (ум. после 1825). Дети:
- Юлия (07.04.1811—02.07.1897), с 1833 замужем за сенатором Михаилом Ивановичем Топильским (10.05.1809—02.01.1873).
- Ростислав (01.02.1813 — ?), в 1825 учился в пансионе Муральта в Петербурге. Умер до 1836 года.
- Всеволод (25.11.1814 — ?), морской офицер, умер в конце 1830-х или начале 1840-х гг.
- Вера (05.03.1816[77]—08.03.1817[78]), умерла в малолетстве.
- Николай (07.12.1817[79]—1845), артиллерист.
- Надежда (31.07.1819—11.12.1898), не замужем.
- Вячеслав (12.05.1823—08.09.1897), инспектор Александровского лицея (1853—1858), редактор «Российской военной хроники» (1858—1868), генерал от инфантерии (1891), женат с 1855 на Людмиле Петровне Анжу (1834—1897), дочери П. Ф. Анжу.
- Людмила (04.05.1824—31.12.1898), окончила московский Екатерининский институт (1842), не замужем.
- Владимир (01.07.1825 — после 1862), штабс-капитан лейб-гвардии Гатчинского полка, с 1861 в отставке.

Жена (гражданская, в Сибири) — вдова ишимского чиновника. В 1837—1840 гг. Штейнгейль находился на поселении в Ишиме, где и познакомился с ней, и началась их 20-летняя связь. В марте 1840 года они переехали на поселение в Тобольск, где у них родились дети — погодки Мария и Андрей (в мае 1857 — 16 и 15 лет). По прошению 20.5.1857 им дана фамилия Бароновы и права личного почетного гражданства (определение Правительствующего Сената 18.6.1857). Точная фамилия гражданской жены Штейнгейля осталось неизвестной, но возможно — Петрова: под этой фамилией Андрей учился в тобольской гимназии. В 1857 В. И. Штейнгейль уехал с сыном Андреем в Европейскую Россию, оставив дочь Марию с матерью в Тобольске. Рождённые в Сибири внебрачные дети:
- Мария (с 1857 Мария Владимировна Баронова) (1840/1841 — до 1879), родилась в Тобольске, была любимицей П. Е. Анненковой и дружила с её дочерью Натальей. После отъезда отца и брата Андрея в Европейскую Россию (1857) осталась с матерью в Тобольске. Из письма Штейнгейля известно, что в 1860 году Мария была учительницей вышивания в женском приюте под начальством генеральши Ольги Александровны Дометти, жены А. К. Дометти. Из письма Августы Павловны Созонович к Анне Григорьевне Достоевской от 16 июня 1879 года становится ясным, что Мария Баронова была замужем и к тому времени уже умерла в Сибири.
- Андрей (с 1857 Андрей Владимирович Баронов) (1841/1842 — после 1875), учился в тобольской гимназии под фамилией Петров, позднее — в Петербургском Технологическом институте; по прошению 20.05.1857 ему и его сестре по дана фамилия Бароновы и права личного почетного гражданства (определение Правительствующего Сената 18.6.1857). В 1875 году Андрей Баронов был штатным смотрителем Торопецкого уездного училища и ходатайствовал о «предоставлении ему звания и фамилии его покойного отца».

## Комментарии
1. ↑  См. также: Восстание декабристов. — Т. 14. — С. 157.
2. ↑  См. также очерк Штейнгейля «Краткое известие о жизни, характере и самой кончине бывшего моск. воен. ген.-губернатора гр. Александра Петровича Тормасова»[13].
3. ↑  По свидетельству П. М. Кауфмана, ссылавшегося на слова Штейнгейля, «записанные его сыном <Вячеславом>»[14]. Об этих записках ничего не известно.

### Издания сочинений и писем В. И. Штейнгейля
- Записки, касательно составления и самого похода Санкт-Петербургского ополчения против врагов отечества… Ч.1-2. СПб., М., 1814—1815. Архивная копия от 5 августа 2018 на Wayback Machine
- Опыт о времесчиcлении Б[арона] В. Штейнгейля. Опыт полного исследования начал и правил хронологического и месяцесловного счисления старого и нового стиля. СПб., 1819.
- Частное заведение для образования юношества. Подполковника и кавалера барона Владимира Штейнгейля. М., 1821.
- О легкой возможности уничтожить существующий в России торг людьми // Сборник исторических материалов, извлеченных из архива собственной Его Императорского Величества канцелярии. СПб., вып.7, 1895. Архивная копия от 18 марта 2018 на Wayback Machine
- Рассуждение о внешней российской торговле // Архив гр. Мордвиновых. СПб., 1902, т.6, № 1204. Архивная копия от 23 апреля 2018 на Wayback Machine
- Статистическое описание Ишимского округа Тобольской губернии // Журнал Министерства внутренних дел. 1843, т.2. Архивная копия от 24 июня 2018 на Wayback Machine
- Записки и письма к имп. Николаю I / Под ред. П. Е. Щеголева, сост. И.Семевский, В.Богучарский, П. Е. Щеголев // Общественные движения в России в первой половине XIX в. Т.1. Декабристы. СПб. 1905 (с портретом Ш. — гелиогравюрой с литографии О. И. Эстеррайха, 1823). Архивная копия от 24 июня 2018 на Wayback Machine
- Записки В. И. Штейнгеля. // Мемуары декабристов. Северное общество. — М.: Издательство МГУ, 1981. — С. 147—264.
- Сочинения и письма. Иркутск, Т.1. 1985 (подготовка текста, комм., вст. ст. «Декабрист Владимир Иванович Штейнгейль» — Зейфман Н. В.); Т.2. 1992 (вступ. ст. «Декабрист В. И. Штейнгейль и его творческое наследие» — Шахеров В. П.; подготовка текста, комм. Зейфман Н. В., Шахеров В. П.). Двухтомник включает 208 писем Ш., в том числе Н. В. Зейфман здесь впервые опубликовано 132 письма (1 том), В. П. Шахеровым — 3 (2 том); без ссылки на двухтомник воспроизведено в сети Архивная копия от 25 июня 2018 на Wayback Machine. Рец. на 1 том С. В. Думина: ж-л «История СССР», 1988, № 6, с.166-169.

### Письма к В. И. Штейнгейлю
- Письма к Ш. разных лиц: «Русская старина» Архивная копия от 25 июня 2018 на Wayback Machine, 1888, № 10-11
- Фрагменты писем Г. С. Батенькова: «Русская старина» Архивная копия от 26 июня 2018 на Wayback Machine, 1889, т.63, № 8 (август) (опубл. в ст. И. И. Ореуса «Гавриил Степанович Батенков. Историко-биографический очерк»)
- Письма Г. С. Батенькова от 15.01.1857, 4.02.1857, 18.12.1861: Батеньков Г. С. Сочинения и письма. Т.2. Иркутск, 2015 (серия «Полярная звезда»; письма 1857—1863)

### О В. И. Штейнгейле
- Семевский В. И. Барон Владимир Иванович Штейнгейль: биографический очерк Архивная копия от 24 июня 2018 на Wayback Machine // Общественные движения в России в первую половину XIX в. СПб., 1905, т.1, с.281-320.
- Рейснер Л. М. Портреты декабристов. Барон Штейнгель // Красная новь. 1926. № 2.
- Барановская М. Ю. Деятельность Штейнгейля в Москве после Отечественной войны 1812 // Декабристы в Москве, М., 1963.
- Коваль С. Ф. Биография В. И. Штейнгеля // Дум высокое стремленье. Иркутск, 1975.
- Тальская О. С. Борьба администрации с влиянием декабристов в Западной Сибири // Ссылка и каторга в Сибири (XVIII — начало XX в.). Новосибирск, 1975, с.72-93.
- Восстание декабристов: материалы по истории восстания декабристов. Архивная копия от 21 января 2022 на Wayback Machine М.; Л.: Наука, 1976. Т.14 (следственное дело Ш.)
- Шахеров В. П. Сибирь в жизни и творчестве В. И. Штейнгеля // Сибирь и декабристы. Иркутск, 1981.
- Азадовский М. К. Странички краеведческой деятельности декабристов в Сибири // В сердцах Отечества сынов. Иркутск, 1985;
- Цуприк Р. И. О роли книги в научной и краеведческой деятельности декабристов в Сибири. Новосибирск, 1985.
- Зейфман В. И. К истории текста Записок В. И. Штейнгейля // Сибирь и декабристы. Вып.4. Иркутск: Восточно-Сибирское книжное издательство, 1985.
- Мамсик Т. С. Декабрист В. И. Штейнгель и его воззвания к сибирским крестьянам // Ссыльные революционеры в Сибири. Иркутск, 1987. Вып. 10.
- Зейфман Н. В. Несколько уточнений к иконографии В. И. Штейнгейля Архивная копия от 5 мая 2021 на Wayback Machine // Сибирь и декабристы. Вып.5. Иркутск: Восточно-Сибирское книжное издательство, 1988.
- Кирсанов Н. Декабристы в Омском Прииртышье. Нью-Йорк, 2011.
- Зейфман Н. В. Ещё одна жизнь. М.: Время, 2017 (глава «Радости архивиста»).

### Некрологи
- «Современное слово», 1862, 23 сент. (М. С<емевский>).
- «Московские ведомости», 1862, 7 окт. (А. З. Зиновьев).

### Словари и энциклопедии
- Семевский В. И. Штейнгель, Владимир Иванович // Энциклопедический словарь Брокгауза и Ефрона : в 86 т. (82 т. и 4 доп.). — СПб., 1903. — Т. XXXIXa. — С. 885–889.
- Троцкий В. Штейнгель (Штейнгейль), Владимир Иванович // Русский биографический словарь : в 25 томах. — СПб., 1911. — Т. 23: Шебанов — Шютц. — С. 409–411.
- Пресняков А. Е. Штейнгель, Владимир Иванович // Энциклопедический словарь Гранат: В 58 томах. — М., 1929. — Т. 50. — Стб. 437–439.
- Советская историческая энциклопедия Архивная копия от 26 июня 2018 на Wayback Machine
- Декабристы: биографический справочник. М.: Наука, 1988 (ст. Н. В. Зейфман)
- Историческая энциклопедия Сибири (ст. Т. А. Бочановой) Архивная копия от 26 июня 2018 на Wayback Machine

### Архивные материалы
- ГА РФ, ф. 109, 1 эксп. 1826, д. 61, ч. 70 (дело по надзору за Ш.); ф. 48, оп. 1, д. 11 (следств. дело Ш.); ф. 279 (Якушкиных)
- ОР РГБ, ф. 20 (Г. С. Батенькова) ф. 243 (И. И. Пущина).
- ИРЛИ, ф. 265 (журнала «Русская старина»)
- ИРЛИ, ф. 591, д. 9292 (письма разных лиц); ф. 604 (Бестужевых).